# 볼로콜람스크

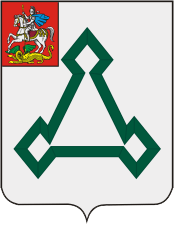
시 문장

볼로콜람스크(러시아어: Волокола́мск)는 러시아 모스크바주 북서부에 위치한 도시로, 인구는 16,656명(2002년 기준)이다. 라마강과 접하며 모스크바(러시아의 수도이며 모스크바 주의 주도이기도 함)에서 북서쪽으로 129km 정도 떨어진 곳에 위치한다. 1135년 문헌에 처음 등장하며 도시 이름은 노브고로드와 모스크바, 랴잔을 연결하는 수로가 건설되면서 붙여진 이름이다.